# Rafael Monares e Insa
Rafael Monares e Insa (Valencia, 1842-Madrid, 1903) fue un político e ingeniero español, varias veces diputado durante la Restauración.

## Biografía
Nacido en Valencia en 1842, fue inspector del Cuerpo de Ingenieros de Caminos, Canales y Puertos, director general de Correos y redactor de la Revista de Obras Públicas y de La Regencia, además de otras publicaciones periódicas de carácter político. Vinculado al Partido Liberal, obtuvo escaño de diputado a Cortes por el distrito lucense de Ribadeo en las elecciones de 1881 y por los distritos zaragozanos de La Almunia de Doña Godina, en las de 1886, 1891, 1893, 1896, 1898 y 1899, y Calatayud, en 1903. Falleció en Madrid el 3 de diciembre de 1903.